# Hans van Manen
Hans Artur Gerhard van Manen (Nieuwer-Amstel, 11 juli 1932) is een Nederlands balletdanser, choreograaf en fotograaf. Hij heeft meer dan 150 balletten gecreëerd die door meer dan 90 internationale gezelschappen zijn opgevoerd.

## Levensloop
Van Manen, zoon van een Duitse dienstbode, studeerde bij onder anderen Sonia Gaskell, Françoise Adret en Nora Kiss. Hij werkte van 1973 tot 1985 voor Het Nationale Ballet en heeft talrijke balletten geschreven. Van Manen is sinds 2014 lid van de Akademie van Kunsten. Van Manen staat bekend om zijn aandacht voor detail en zijn hoge eisen aan elke beweging in zijn choreografieën. Hij heeft een sterke band met de dansers van Het Nationale Ballet en is bekend om zijn humor en respect voor de dansers die zijn werk tot leven brengen.
In 2023 werd een documentaire over zijn leven en werk uitgebracht, getiteld Just dance the steps. Deze documentaire werd gemaakt door filmmaker Willem Aerts.

### Persoonlijk leven
Hij woont samen met zijn partner Henk van Dijk.

## Eerbetoon
- 1957 – Staatsprijs voor Choreografie voor zijn debuut Feestgericht.
- 1991 – Sonia Gaskell-prijs en de Choreografieprijs van de Vereniging van Schouwburg- en Concertgebouwdirecties voor Two.
- In 1992 werd hij benoemd tot officier in de Orde van Oranje Nassau.
- In 2000 kreeg Van Manen de Erasmusprijs als representant van de Nederlandse dans in het algemeen. In de motivatie waren er lovende woorden voor Van Manens creativiteit en het internationale karakter van zijn carrière. "In de jaren zeventig en tachtig ontwikkelt hij zich als een ambassadeur van de Nederlandse dans: zijn creaties en zijn rol in de internationale betrekkingen op kunstgebied hebben intussen hun exportwaarde ruim bewezen. In de afgelopen kwart eeuw blijft de laureaat voortdurend zijn publiek verrassen. Hoewel zijn methoden veranderden, bleef zijn centrale axioma ongewijzigd: 'dans hoeft niet te verwijzen, het gaat om de beweging zelf die de betekenis draagt en overdraagt.'" (Erasmusprijs 2000).
- 2004 –  Musikpreis der Stadt Duisburg en de Deutsche Tanzpreis.
- 2005 – Benois de la Danse Life Time Achievement Award. In 2013 Benois de la Danse voor Variations for Two Couples.
- In september 2007 organiseerde Het Nationale Ballet een groot festival ter ere van zijn verjaardag en werden vijfentwintig van zijn 120 choreografieën opnieuw uitgevoerd. Bij de opening van dit festival werden Van Manen de versierselen van Commandeur in de Orde van de Nederlandse Leeuw omgehangen en opgespeld.
- In 2013 ontving hij de Gouden Eeuw Award.
- In 2015 ontving hij het Russische Gouden Masker.
- In  2016 ontving hij een internationale dansprijs in het Franse Cannes. Het betrof de Grand Prix à la Carrière voor zijn omvangrijke en gevarieerde oeuvre en zijn verregaande invloed op het moderne ballet in Europa. In dat zelfde jaar weigerde hij de Turkse dansprijs, Choreograaf van de eeuw van de Turkse staatsopera vanwege de schendingen van de mensenrechten in Turkije. Al eerder weigerde hij om politieke redenen Oostenrijkse, Griekse en Portugese staatsprijzen.
- In 2017 werd hij opgenomen in de Franse Ordre des Arts et des Lettres en ontving hij de VSCD Oeuvreprijs.[3]
- In 2018 ontving hij de Eremedaille voor Kunst en Wetenschap van de Huisorde van Oranje.[4]

## Choreografieën
- Ole, Ole, la Margarita (1955)
- Swing (1956)
- Feestgericht (1957)
- Pastorale d'Été (1958)
- Mouvement Symphoniques (1958)
- De Maan in de Trapeze (1959; muziek Benjamin Britten)
- Klaar Af! (1960)
- Concertino (1961)
- Kaín en Abel (1961)
- Eurydice (1962)
- Voet bij Stuk (1962)
- Symphony in Three Movements (1963; Igor Stravinsky)
- Omnibus (1964)
- Opus Twaalf (1964)
- Repetitie (1965)
- Essay in Stilte (1965)
- Metaforen (1965; D. Lesur)
- Terugblik op Morgen (1966)
- Point of no Return (1966)
- Vijf Schetsen (1966; Paul Hindemith)
- Ready Made (1967)
- Dualis (1967)
- Untitled (1968)
- Variomatic (1968; Lennox Berkeley)
- Three Pieces (1968)
- Solo for voice 1 (1968)
- Squares (1969; Z. Szilassy)
- Situation (1970)
- Mutations (1970)
- Snippers (1970)
- Twice (1970)
- Grosse Fuge (1971; Ludwig van Beethoven)
- Keep Going (1971)
- Ajakaboembie (1971)
- Tilt (1972)
- Twilight (1972)
- Opus Lemaitre (1972; J.S. Bach)
- Daphnis en Chloë (1972; Maurice Ravel)
- Septet extra (1973)
- Adagio Hammerklavier (1973; Ludwig van Beethoven))
- Assortimento (1973)
- Le Sacre du Printemps (1974; Igor Stravinsky)
- Kwintet (1974)
- Four Schumann Pieces (1975)
- Noble et Sentimentale (1975)
- Collective symphony (met Rudi van Dantzig en Toer van Schayk 1975; muziek Igor Stravinsky)
- Ebony Concerto en een Tango (1976)
- Octet opus 20 (1977)
- Lieder ohne Worte (1977)
- 5 Tango's (1977; Astor Piazzolla)
- Unisono (1978)
- Dumbarton oaks (1978)
- Premier Grand Trio (1978)
- Memories of the Body (1979)
- Live (1979)
- Concerto voor piano en blazers (1979)
- Einlage (1980)
- Pianovariaties I (1980; J.S. Bach en Luigi Dallapiccola)
- Izzy M. (1980)
- Sarcasmen (1981; Sergej Prokofjev)
- Five Short Stories (1982)
- Trois Gnossiennes (1982; Erik Satie)
- Pose (1982; Claude Debussy)
- Portrait (1983)
- In and Out (1983; Laurie Andersen en Nina Hagen)
- Exposed (1984; Claude Debussy)
- Bits and Pieces (1984)
- Nieuw programma (1985)
- Balletscènes (1985; Igor Stravinsky)
- In Korte Broek (1985)
- Corps (1985)
- In Concert (1986)
- Opening (1986)
- In the Future (1986)
- Face (video, 1987)
- Symphonieën der Nederlanden (1987)
- Izzy en Olly in een Hemelbed (1987)
- Clogs (1987)
- Flags (1987)
- Wet Desert (1987)
- Shaker loops (1988; John Adams)
- The Sound of Music (1988)
- Black Cake (1989)
- Brainstorm (1989)
- Visions fugitives (1990)
- Intermezzo voor musici en dansers (1990)
- Two (1990; Ferruccio Busoni)
- Theme (1990)
- Andante (1990; W.A. Mozart)
- Evergreens (1991)
- On the Move (1992)
- Shorthand – Six Stravinsky Pieces (1993)
- Fantasia (1993; Busoni's pianobewerking van J.S. Bach)
- Different Partners (1993)
- Concertante (1994)
- Compositie (1994)
- Nacht (1994)
- Polish pieces (1995)
- Déjà vu (1995)
- Kammerballet (1995)
- The Old Man and Me (1996)
- Kleines Requiem (1996)
- Solo (1997)
- Three pieces for HET (1997)
- Couple (1998)
- Zero Hour (1998)
- Short Cut (1999)
- Two Gold Variatons (1999)
- Bach Pieces (2000)
- Andante Festivo (2000)
- Trilogie (2000)
- Two Faces (2000)
- Simple Things (2001)
- Monologue, Dialogue (2003)
- Sticky Piece (2003)
- Frank Bridge Variations (2005; Benjamin Britten)
- Six Piano Pieces (2006)
- Dreaming About You (2006)
- Tears (2008), onderdeel van In Space
- Waterfront (2009)
- Without Words (2010)
- Variations for two couples (2012)
- Dances with Harp (2014)
- Alltag (2014)